# Kościół św. Józefa w Studziannie
Kościół św. Józefa w Studziannie – zabytkowa świątynia rzymskokatolicka znajdująca się w miejscowości Studzianna w gminie Poświętne (województwo łódzkie).

## Historia
Kościół św. Józefa został wzniesiony w latach 1696–1698 jako kościół pomocniczy przy Sanktuarium Matki Bożej Studziańskiej. Powstał z inicjatywy księży Filipinów, będących opiekunami studziańskiego Sanktuarium, na miejscu (lub tuż obok) dworu Starołęskich-Zbąskich. Jego konsekracji dokonał w 1699 biskup Andrzej Albinowski nadając świątyni wezwanie św. Józefa. Nieduża świątynie jeszcze w XVIII wieku została dobrze wystrojona i dobrze wyposażona.

## Opis świątyni

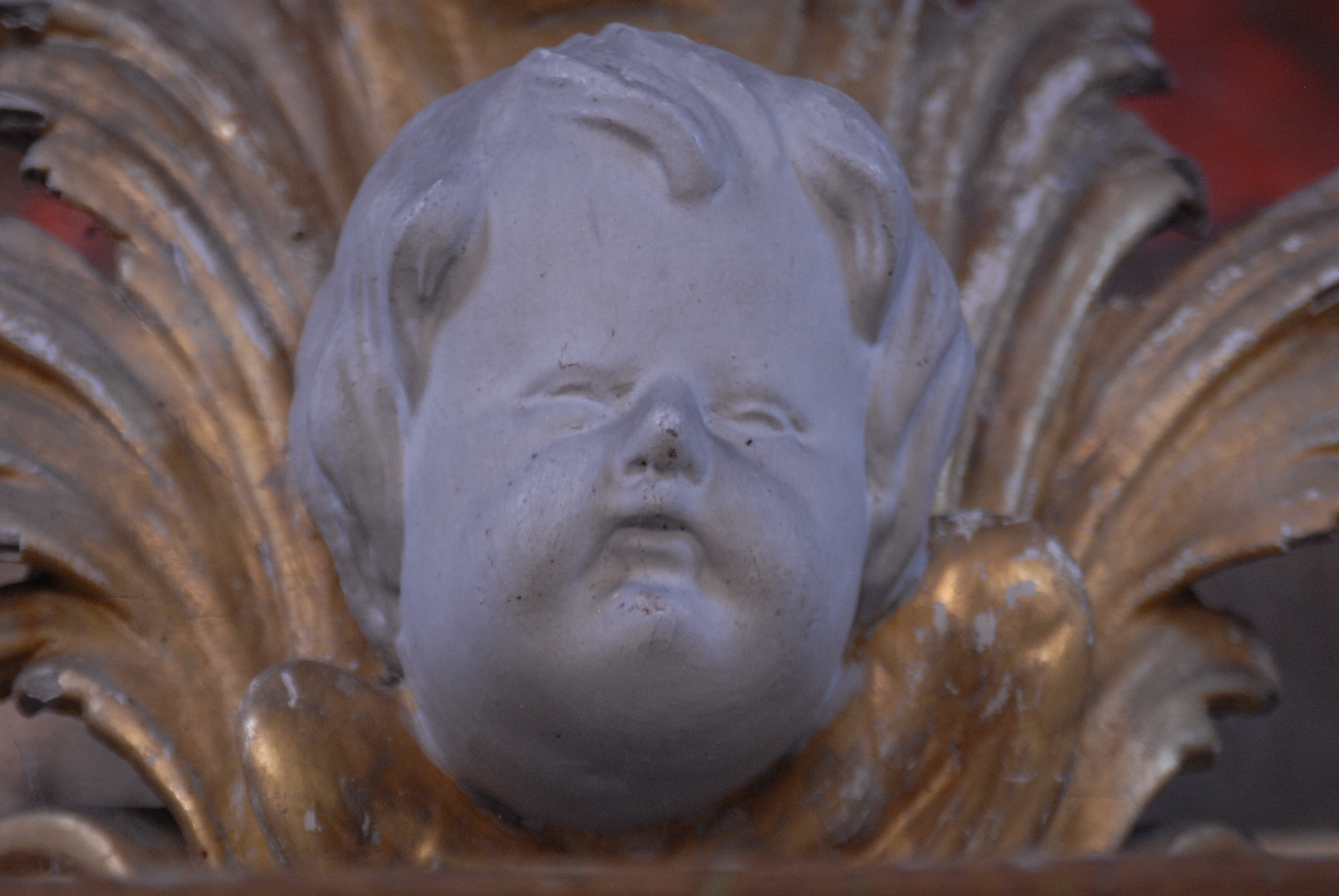
Detal ołtarza głównego

Murowany kościółek w stylu barokowym o wymiarach 10 m długości, 7,5 m szerokości i 7,2 m wysokości. Jednonawowa świątynia o nieco zwężonym prezbiterium. Wyposażony jest w trzy ołtarze: główny św. Józefa z Dzieciątkiem oraz dwa boczne – św. Wojciecha i św. Filipa ze śś. Walentym i Rozalią. W niszach fasady kościółka stoją figury śś. Anny i Joachima.